# کوروپاتینو
کوروپاتینو (به لاتین: Kuropatino) یک منطقهٔ مسکونی در روسیه است که در استان آمور واقع شده‌است.